# Thomas Schütze
Thomas Schütze († 3. Mai 1573 in Leipzig) war Bürgermeister der Stadt Wernigerode, Rat der Grafen zu Stolberg und Besitzer des noch heute existierenden Hauses Nr. 626 in der Wernigeröder Marktstraße 3. Er war verheiratet mit Anna Plathner, der Tochter des Stolberger Bürgermeisters Andreas Plathner.